# Jacques Froment (Baron)
Pour les articles homonymes, voir Jacques Froment et Froment.
Jacques Froment, né le 8 décembre 1758 à Valleroy (Haute-Saône), mort le 21 décembre 1812 à Toulon (var), est un militaire français de la Révolution et de l’Empire.

## États de service
Il entre en service le 27 février 1778, comme soldat dans le régiment de Bresse, et il devient caporal le 25 avril 1781, sergent le 12 mars 1784, et sergent-major le 11 mai 1787.
Il est nommé sous-lieutenant le 22 mars 1792, puis lieutenant le 1er août suivant, et il sert de 1792 à l’an II en Corse, où il se signale aux combats d’Ajaccio et de Calvi. Il reçoit son brevet de capitaine adjudant-major le 20 mai 1794.
De retour en France, il passe le 1er novembre 1795 dans la 52e demi-brigade de ligne, et le 21 décembre 1796, il est incorporé dans la 22e demi-brigade d’infanterie légère. Le 15 janvier 1797, il se trouve à la bataille de Rivoli, où il reçoit une blessure au-dessus de l’œil gauche, et il est nommé chef de bataillon le 6 mars suivant.
En 1798, il est désigné pour faire partie de la campagne d'Égypte, et il donne de nouvelles preuves de valeur pendant toute la durée de cette guerre, notamment au siège de Saint-Jean-d’Acre. Il est élevé au grade de chef de brigade le 15 mai 1800, et il passe au commandement du 13e régiment d’infanterie de ligne.
Rentré en France après l’évacuation de l’Égypte par l’armée d’Orient, il reçoit du premier Consul l’accueil le plus flatteur, et il est fait chevalier de la Légion d’honneur le 11 décembre 1803, puis officier de l’ordre le 14 juin 1804.
De 1805 à 1807, il fait les campagnes d’Autriche, de Prusse et de Pologne, au sein de la réserve de la Grande Armée. Le 2 décembre 1805, lors de la bataille d’Austerlitz, il fait partie de la 1re division d’infanterie du général Oudinot. Il est admis à la retraite le 9 février 1807, et il est créé baron de l’Empire le 20 juillet 1808.
Il meurt le 21 décembre 1812, à Toulon.

## Dotation
- Le 17 mars 1808, donataire d’une rente de 4 000 francs sur les biens réservés en Westphalie.

## Armoiries
| Figure | Nom du baron et blasonnement |
| ------ | --- |
|        | Armes du baron Jacques Froment et de l'Empire, décret du 19 mars 1808, lettres patentes du 20 juillet 1808, officier de la Légion d'honneur D'azur fritté de lances d'or; franc-quartier des barons militaires. Livrées les couleurs de l'écu. |